# 삼룡초등학교
삼룡초등학교는 대한민국 경상남도 거제시에 있는 공립 초등학교이다.

## 학교 연혁
- 1945년 6월 8일: 문동국민학교로 개교
- 1961년 4월 1일: 삼룡국민학교로 개칭
- 1998년 9월 1일: 계룡초등학교 삼룡분교장 격하
- 1999년 2월 28일: 폐교, 계룡초등학교로 통합
- 2007년 9월 1일: 재개교(고현초등학교에서 분리)
- 2014년 3월 1일: 제19대 배경혜 교장 부임

## 참고 자료
- 삼룡초등학교 - 한국교육학술정보원 학교알리미